# Городцовська культура
Городцовська культура, Костьонківсько-городцовська культура — археологічна культура пізнього палеоліту.
Друга в часі культура в Подонні після стрілецької культури.
Була виділена Г. П. Григор'євим у 1970 р..
Головні пам'ятки: Костьонкі 15 (Городцовська), 12 (Волковська), 14/ІІ шар (Маркина Гора), 16
(Углянська) під Вороніжом.
Характеризується наконечниками списів з бічними виїмками, ножами з обушком, відносно нечисленними різцями, свердлами, наконечниками листовидної форми, мустьєрські багатолезові шкребки різних типів. Культурні шари розташовуються здебільшого вище вулканічного прошарку. Тут відсутні двустороннє оброблені знаряддя, більша частина виробів на леваллуазьких пластинах. Пластинки із притупленим краєм відсутні повністю. На стоянці Маркина Гора багато кісткових знарядь (весловидні лопаточки, кістяні голки із просвердленим вушком і інші). Типові гостроконечники мустьєрського вигляду.
Для городцовської культури вбачається міграція народу з півдня, з генетично подібної індустрією Ільської стоянки (Північний Кавказ).
| Атерійський наконечник | Це незавершена стаття з археології. Ви можете допомогти проєкту, виправивши або дописавши її. |